# گورستان تراکیایی الکساندروو

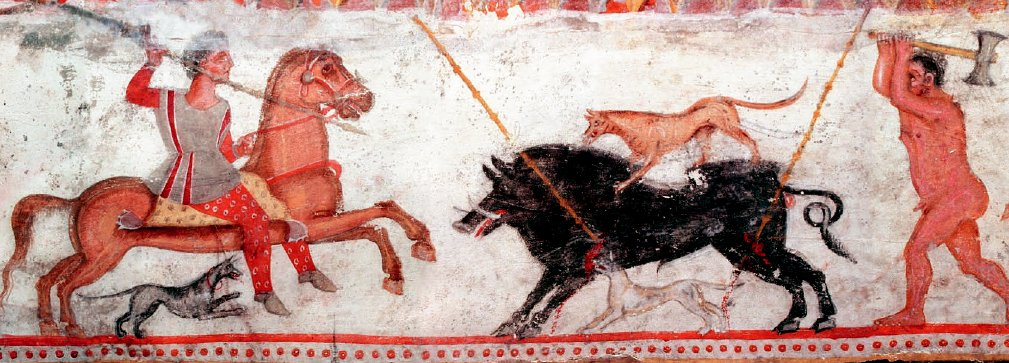
صحنه شکار در دیوارنگاره اتاق اصلی

گورستان تراکیایی با دیوارهای منقوش در نزدیکی روستای الکساندروو یک گور-تپه و مقبره تراکیایی است که در نزدیکی الکساندروو، استان هاسکوو، جنوب شرقی بلغارستان، کاوش شده است و قدمت آن به حدود قرن چهارم قبل از میلاد می‌رسد.
در ۱۷ دسامبر ۲۰۰۰، مقبره به‌طور تصادفی توسط یک دستگاه حرکت زمینی کشف شد. متعاقباً غارتگران وارد مقبره شدند و به برخی از نقاشی‌های دیواری آن آسیب رساندند. در سال ۲۰۰۱، باستان‌شناس بلغاری، گئورگی کیتوف، حفاری نجات مقبره را رهبری کرد و یک اتاقک گرد به قطر حدود ۳ متر (۹٫۸ فوت) کشف کرد که از طریق یک پیش اتاق کوچک و یک تونل، تقریباً به طول ۶ متر (۲۰ فوت) قابل دسترسی است. هر دو اتاق پیشرو و اتاق اصلی با نقاشی‌های دیواری به خوبی حفظ شده تزئین شده‌اند که نشان دهنده دانش هنرمند از هنر کلاسیک پسین و هنر هلنیستی اولیه است. نقاشی دیواری در اتاق اصلی صحنه شکار را نشان می‌دهد که در آن یک گراز توسط یک شکارچی سواره و مردی برهنه با تبر دوشعبه مورد حمله قرار می‌گیرد. تبر دوشعبه به عنوان نماینده قدرت سلطنتی است. مرد برهنه به عنوان نماینده زالموکسیس، خدای خورشیدی تراکیا معادل با زئوس، تفسیر می‌شود.
یک گرافیتو در اتاقک که با نام تراکیایی کوزماسس حک شده است، حامی نجیب مقبره یا هنرمند آن را نشان می‌دهد.
مقبره تراسیایی الکساندروو مربوط به اوایل قرن چهارم قبل از میلاد است. نقاشی‌های دیواری تغییرات ظاهری را به دلیل تأثیرات یونان نشان می‌دهند. در نقاشی‌های دیواری ریش، خالکوبی، مانتو، چکمه، کلاه، گره بالا ناپدید شده است. کفش یونانی جایگزین چکمه‌های آنها شده. ممکن است مقبره تریبالی باشد.
همچنین تغییرات دیگری نیز دیده می‌شود، مانند تراکیایی‌ها که پیچ‌های طلایی یا برنزی بر گردن خود می‌بندند (معمولاً سه عدد).
در سال ۲۰۲۱ میلادی، مقبره و مرکز موزه هنر تراکیایی در کوه رودوپ، نشان میراث اروپایی را دریافت کرد و اولین مکان بلغاری بود که این افتخار را کسب کرد.

## نگارخانه

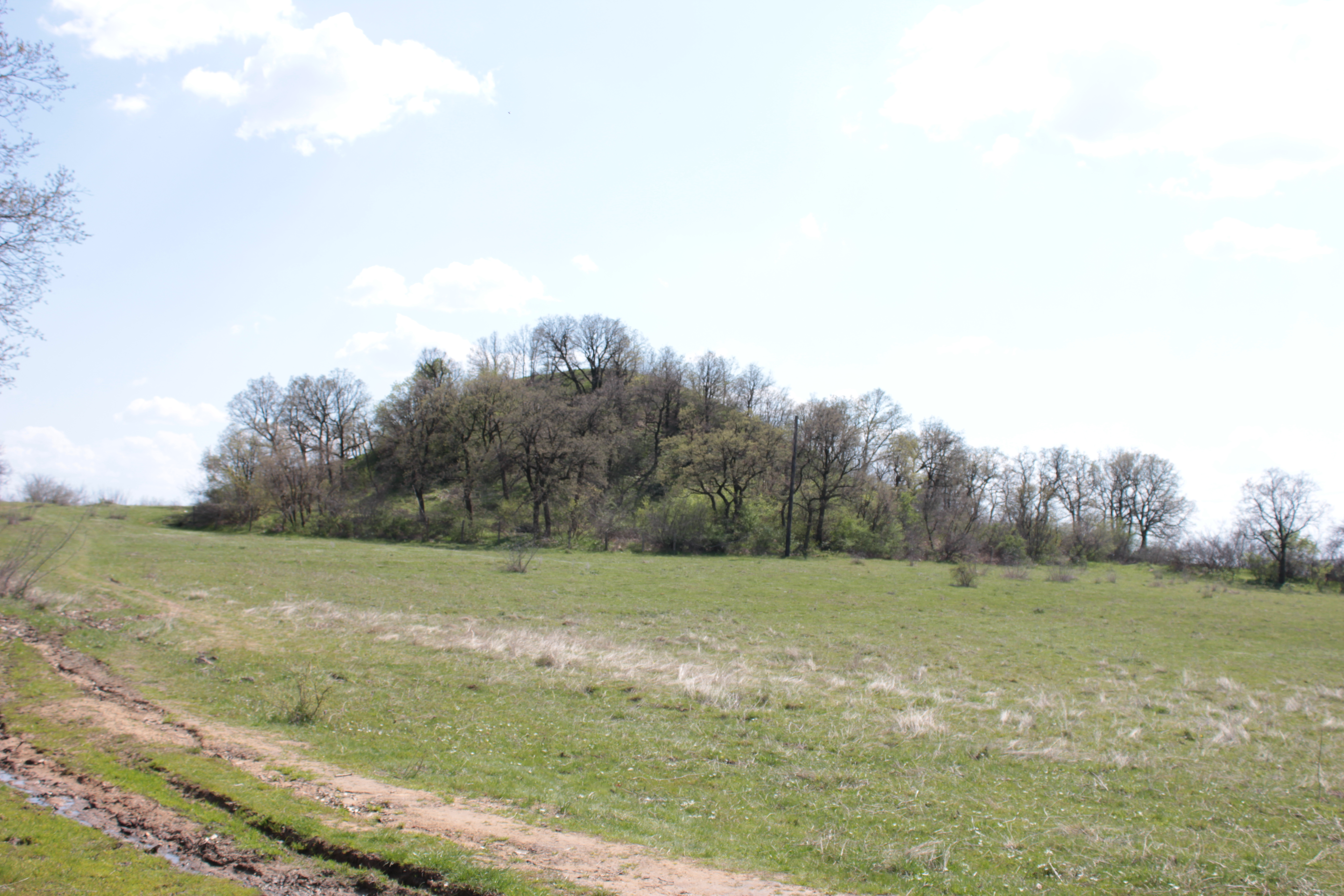
تپه دفن الکساندروو
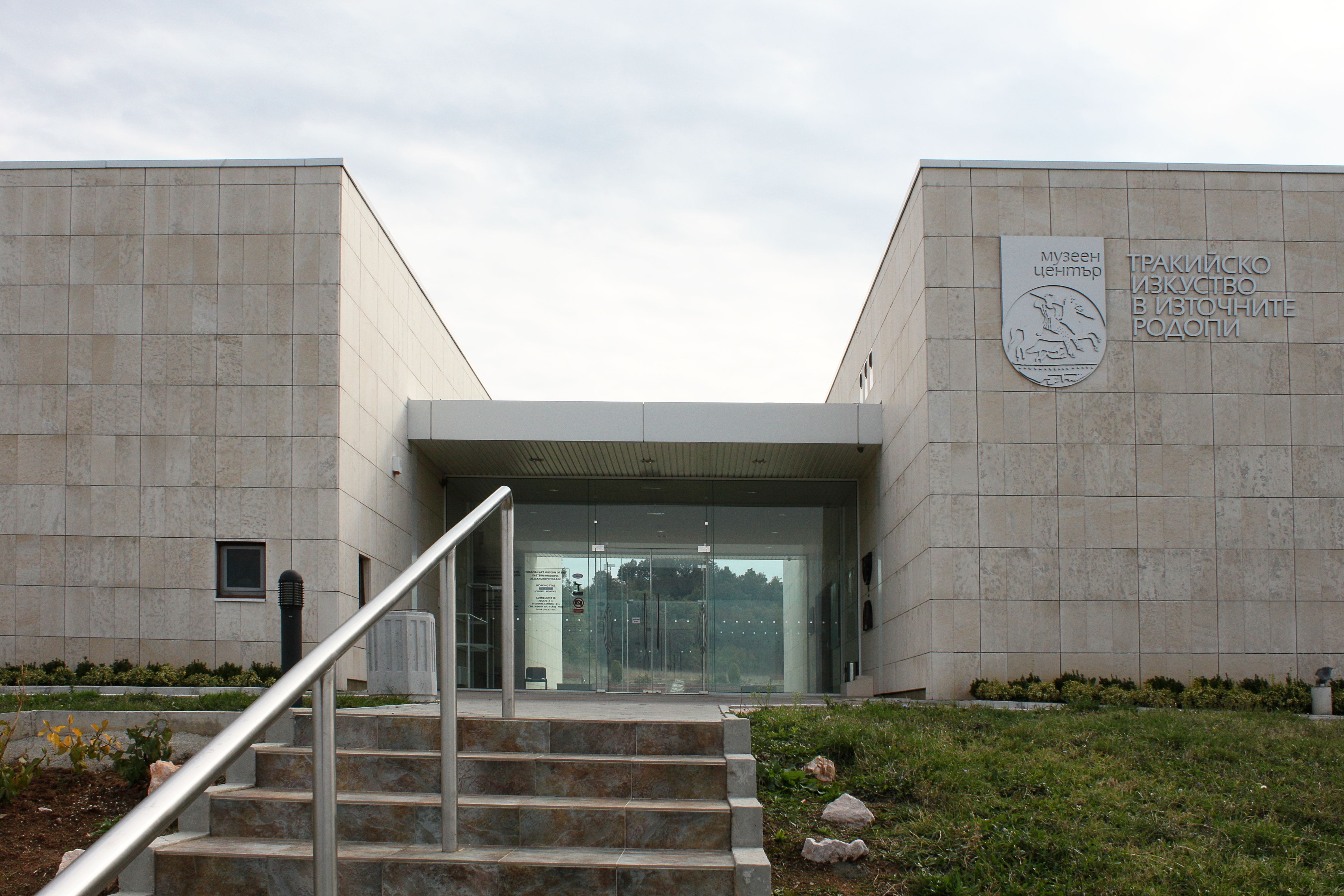
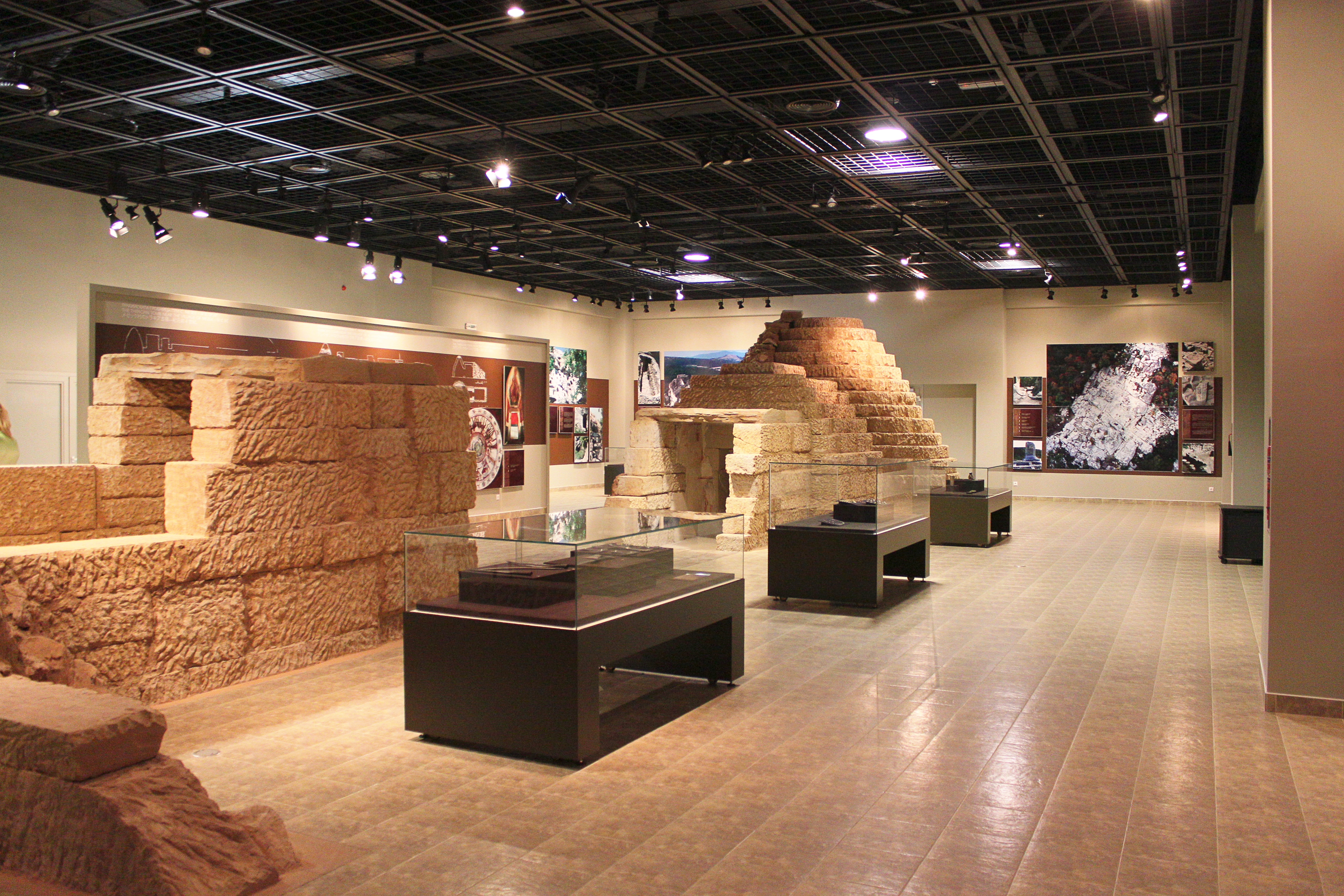
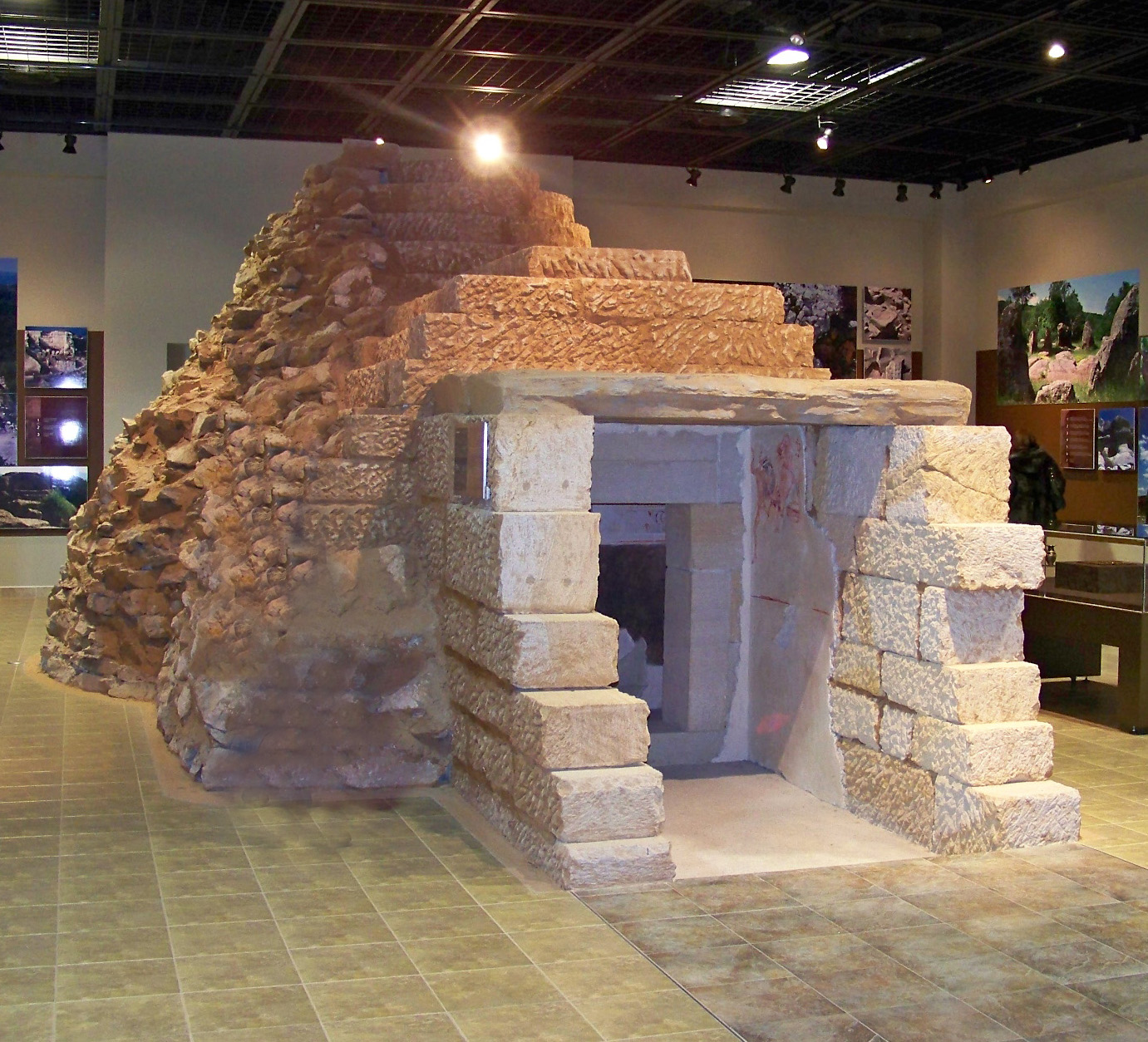
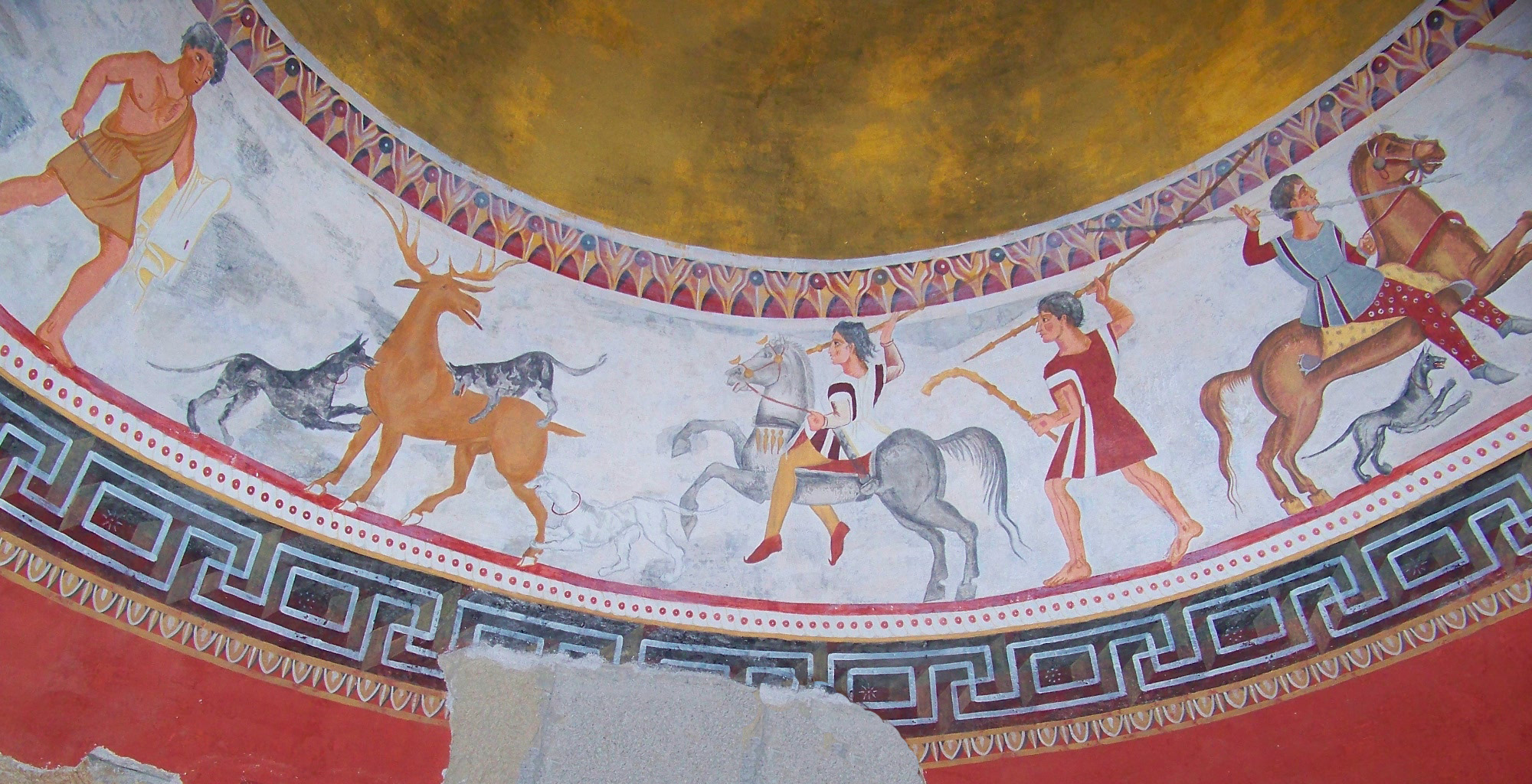
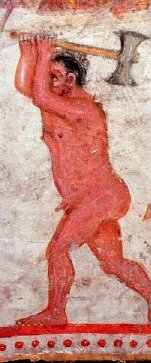